# Artéria ilíaca externa
As artérias ilíacas externas são duas artérias principais que se bifurcam das artérias ilíacas comuns anteriores à articulação sacroilíaca da pelve.

## Estrutura
A artéria ilíaca externa origina-se da bifurcação da artéria ilíaca comum. Eles prosseguem anterior e inferior ao longo da borda medial dos músculos psoas maior. Eles saem da cintura pélvica posterior e inferior ao ligamento inguinal. Isso ocorre cerca de um terço lateralmente do ponto de inserção do ligamento inguinal no tubérculo púbico. Neste ponto, elas são chamadas de artérias femorais.

### Vasos
| Vaso                                | Descrição |
| ----------------------------------- | --- |
| Artéria epigástrica inferior        | Vai para cima para anastomosar-se com a artéria epigástrica superior (um ramo da artéria torácica interna).                    |
| Artéria circunflexa ilíaca profunda | Vai lateralmente, viajando ao longo da crista ilíaca do osso pélvico.                                                          |
| Artéria femoral                     | Ramo Terminal. Quando a artéria ilíaca externa passa posteriormente ao ligamento inguinal, seu nome muda para artéria femoral. |